# Hypnum obtusifolium
Hypnum obtusifolium là một loài Rêu trong họ Hypnaceae. Loài này được (Turner) Brid. mô tả khoa học đầu tiên năm 1812.